# Merriwa River
Der Merriwa River ist ein Fluss im Osten des australischen Bundesstaates New South Wales.
Er entspringt am Oxleys Peak nördlich der Stadt Merriwa. Von dort fließt er nach Süden und mündet im Goulburn-River-Nationalpark bei Kerabee in den Goulburn River.

## Nebenflüsse mit Mündungshöhen
Der Fluss hat folgende Nebenflüsse:
- Gummum Creek – 296 m
- Coulsons Creek – 259 m
- Butchers Swamp Creek – 245 m
- Farm Springs Creek – 215 m
- Vallances Creek – 184 m
- Horse Creek – 180 m
- Kittens Creek – 178 m
- Scrubby Creek – 162 m